# Stefan Dartmann

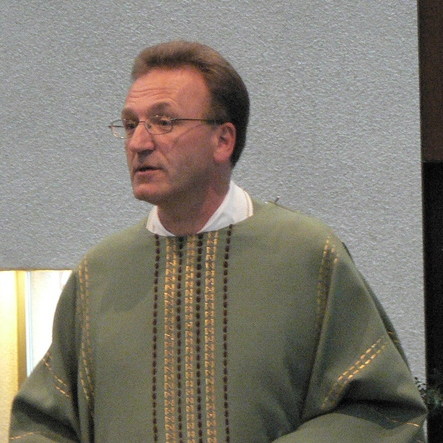
Stefan Dartmann 2007 in Frankfurt Sankt Georgen.

Stefan Dartmann SJ, (* 26. Dezember 1956 in Gelsenkirchen-Buer) ist ein deutscher Jesuit. Von 2004 bis 2010 war er Provinzial der deutschen Provinz der Jesuiten. Er war von Juli 2015 bis Juli 2021 Rektor des Pontificium Collegium Germanicum et Hungaricum de Urbe, dem deutschsprachigen Priesterseminar in Rom.

## Leben

### Ausbildung
Nach seinem Abitur 1975 am Max-Planck-Gymnasium in Gelsenkirchen-Buer trat Stefan Dartmann als Priesteramtskandidat des Bistums Münster in das Bischöfliche Priesterseminar Collegium Borromaeum Münster in Münster/Westfalen ein. Er studierte Katholische Theologie an der Westfälischen Wilhelms-Universität Münster. Nach dem Vordiplom studierte er zwei Semester Theologie in Jerusalem, trat 1978 in die Norddeutsche Provinz der Jesuiten ein und legte 1980 nach zweijährigem Noviziat in Münster die ersten Gelübde ab. Er absolvierte von 1980 bis 1982 ein Philosophiestudium an der Hochschule für Philosophie München. Im Anschluss an das zweijährige, ordensübliche Praktikum in der kirchlichen Jugend- und Sozialarbeit mit suchtkranken jungen Menschen in Schweden, schloss er sein Theologiestudium 1986 an der Philosophisch-Theologischen Hochschule Sankt Georgen in Frankfurt am Main mit dem Diplom ab. Anschließend studierte er an der Religionswissenschaftlichen Fakultät der Universität Uppsala. 1986 empfing er die Priesterweihe in Stockholm und war anschließend zwei Jahre als Kaplan an der vom Jesuitenorden betreuten Pfarrei St. Eugenia in Stockholm tätig; von 1993 bis Juli 2004 war er Pfarrer an St. Eugenia in Stockholm. 1992/93 absolvierte er sein Tertiat, den letzten Ausbildungsabschnitt der Jesuiten in Salamanca (Spanien). 1994 legte er seine letzten Ordensgelübde in Stockholm ab.
Zudem erhielt er eine klassische Ausbildung in Querflöte und Orgel und machte die C-Prüfung in Kirchenmusik als Organist und Chorleiter.

### Provinzial der vereinigten deutschen Provinzen
Stefan Dartmann wurde 2004 vom Generaloberen des Jesuitenordens in Rom, Peter Hans Kolvenbach zum ersten Provinzial der vereinigten deutschen Provinzen ernannt. Zum 1. September 2010 wurde turnusgemäß nach einer sechsjährigen Amtszeit Stefan Kiechle sein Nachfolger als Provinzial.
Der Provinzial hat seinen Sitz im Provinzialat der Deutschen Jesuiten in München. Er hat die Leitungsverantwortung für die z. Zt. etwa 450 Jesuiten, die zu dieser Ordensprovinz gehören. Am 31. Juli 2004 wurden die beiden deutschen Provinzen des Jesuitenordens vereinigt. Diese neue deutsche Ordensprovinz umfasst das Gebiet von Deutschland, Dänemark und Schweden.
In seiner Eigenschaft als Provinzial war Stefan Dartmann der Vertreter des Trägers an den beiden deutschen Hochschulen der Jesuiten: der Philosophisch-Theologischen Hochschule Sankt Georgen in Frankfurt am Main und der Hochschule für Philosophie München.
Im Missbrauchs-Skandal der katholischen Kirche in Deutschland stellte sich Dartmann als Provinzial der deutschen Jesuiten an die Seite der Aufklärer um Klaus Mertes, der als Leiter des Berliner Canisius-Kollegs die Übergriffe Anfang 2010 öffentlich gemacht hatte. Stellvertretend für den Orden bekannte Dartmann sich zur Verantwortung der Jesuiten.

### Hauptgeschäftsführer von Renovabis
Am 22. Juni 2010 wurde Stefan Dartmann von der Deutschen Bischofskonferenz für die Zeit vom 1. November 2010 bis 31. Oktober 2015 zum Hauptgeschäftsführer von Renovabis, der Solidaritätsaktion der deutschen Katholiken mit den Menschen in Mittel- und Osteuropa, berufen. Dartmann übergab sein Amt am 1. Juni 2015 an Gerhard Albert.

### Rektor des Collegium Germanicum in Rom
Ab Juli 2015 hatte er die Leitung des Collegiums Germanicum in Rom übernommen. Im Juli 2021 folgte ihm Gernot Wisser in dieser Funktion nach.